# Strand 50
Strand 50是香港一座商業大廈，位于上環文咸東街50號，樓高28層，業主是陽光房地產基金。

## 歷史
Strand 50原名是寶恆商業中心，於1998落成。
寶恆商業中心是陽光房地產基金於2006年上巿時持有的物業之一。
2019年，陽光房地產基金持資5,000萬港元為寶恆商業中心翻新，並易名為Strand 50。Strand 50引入共用工作空間供應商theDesk為租戶。

## 外部連結
- Strand 50介紹 （页面存档备份，存于）